# Hold That Lion
Hold That Lion é um filme de comédia mudo produzido nos Estados Unidos e lançado em 1926.